# Karl Lauck
Karl Georg Lauck (* 13. Dezember 1840 in Karlsruhe; † 1. Februar 1906 in Waldshut) war Jurist und Mitglied des Deutschen Reichstags.

## Leben
Lauck besuchte das Gymnasium in Karlsruhe und studierte Rechtswissenschaften an den Universitäten in Freiburg und Heidelberg. 1866 wurde er Rechtspraktikant, 1869 Referendar und 1874 Amtsrichter in Wiesloch. 1877 ging er als solcher nach Lörrach, wo er 1880 zum Ober-Amtsrichter ernannt wurde, bevor er 1889 als Landgerichtsrat nach Freiburg ging. 1875/76 war er Mitglied der Kreisversammlung in Heidelberg. Zwischen 1879 und 1883 sowie von 1885 bis 1904 war er Mitglied der Badischen II. Kammer. Im Jahr 1889 wurde er als Ehrenmitglied in die KDStV Hercynia Freiburg im Breisgau aufgenommen.
Von 1890 bis 1893 war er Mitglied des Deutschen Reichstags für den Wahlkreis Großherzogtum Baden 4 (Lörrach, Müllheim) und die Deutsche Zentrumspartei.